# Handball-FDGB-Pokal 1987/88 (Frauen)
Der Handball-FDGB-Pokal der Frauen wurde mit der Saison 1987/88 zum 18. Mal ausgetragen. Beim Endrunden-Turnier in Zwickau konnte der SC Empor Rostock seinen ersten Titel erringen. Diesen sicherten sie sich durch einen Sieg am letzten Spieltag gegen Magdeburg und blieben darüber hinaus als einzige Mannschaft ungeschlagen bei dieser Endrunde.

## Teilnehmende Mannschaften
Für den FDGB-Pokal hatten sich folgende 63 Mannschaften qualifiziert:
| DDR-Oberliga die 10 Vereine der Saison 1987/88 | DDR-Liga die 24 Vereine der Saison 1987/88 | Bezirksvertreter die 24 Vereine aus der Saison 1986/87 (Meister, Pokalsieger bzw. Pokalfinalisten) die 5 DDR-Liga Absteiger der Saison 1986/87 |
| - ASK Vorwärts Frankfurt/O. (TV) - SC Leipzig - TSC Berlin - SC Empor Rostock - SC Magdeburg - BSG Sachsenring Zwickau - BSG Einheit/Sirokko Neubrandenburg - BSG Halloren Halle - BSG Lokomotive Rangsdorf - BSG Blaue Schwerter Meißen (TV) – Titelverteidiger | Staffel Nord - TSG Wismar - TSC Berlin II - BSG FIKO Rostock - SC Empor Rostock II - BSG Chemie “W.-P.-St.” Guben - ASK Vorwärts Frankfurt/O. II - BSG EAW Treptow - BSG Motor Mitte Magdeburg - SG Lok/Motor Süd-Ost Magdeburg - BSG Stahl Eisenhüttenstadt - BSG WGK Frankfurt/O. - BSG Berliner Verkehrsbetriebe Staffel Süd - BSG Umformtechnik Erfurt - SC Leipzig II - SC Magdeburg II - BSG Halloren Halle II - BSG Post Halberstadt - BSG Fortschritt Weißenfels - BSG Wismut Schneeberg - BSG Turbine Leipzig - TSG Calbe - HSG DHfK Leipzig - BSG Motor Schönau - BSG Union Halle-Neustadt | - Bezirk Rostock BSG Schiffselektronik Rostock BSG Motor Stralsund BSG Einheit Pädagogik Rostock - Bezirk Schwerin BSG Aufbau/Chemie Schwerin BSG Aufbau Boizenburg - Bezirk Neubrandenburg BSG Einheit/Sirokko Neubrandenburg II BSG Lokomotive Neustrelitz - Bezirk Potsdam BSG Motor Hennigsdorf BSG Lokomotive Rangsdorf II - Ost-Berlin BSG Empor Brandenburger Tor - Bezirk Frankfurt (Oder) BSG Chemie PCK Schwedt - Bezirk Magdeburg HSG PH Magdeburg TuS Fortschritt Magdeburg Neustadt - Bezirk Halle BSG Lokomotive Aschersleben - Bezirk Leipzig BSG Motor Leipzig West BSG Motor Leipzig-Lindenau - Bezirk Cottbus BSG Fortschritt Cottbus BSG Chemie Weißwasser - Bezirk Dresden HSG TU Dresden BSG Lokomotive Dresden BSG Traktor Lommatzsch - Bezirk Karl-Marx-Stadt BSG Sachsenring Zwickau II BSG Chemie Plauen - Bezirk Erfurt BSG Umformtechnik Erfurt II ASG Vorwärts Eisenach - Bezirk Gera BSG Motor Hermsdorf BSG Lokomotive Gera - Bezirk Suhl BSG Chemie IW Ilmenau BSG Plasta Sonneberg |

## Modus
In sechs Runden, die alle im K.-o.-System ausgespielt wurden, wurde der sechste Teilnehmer für das Endrunden-Turnier ermittelt. An der ersten Hauptrunde nahmen die Mannschaften aus der Handball-DDR-Liga und die qualifizierten Bezirksvertreter teil. Ab der zweiten Hauptrunde kamen dann die fünf Betriebssportgemeinschaften aus der Handball-DDR-Oberliga dazu. Die Auslosung erfolgte in beiden Runden nach möglichst territorialen Gesichtspunkten und brachte in der 1. Hauptrunde den Bezirksvertretern einen Heimvorteil gegenüber höherklassigen Mannschaften. Ab der 3. Hauptrunde wurde dann frei gelost. Im Endrunden-Turnier, welches im Modus „Jeder gegen Jeden“ ausgetragen wurde, traf der Qualifikationssieger auf die gesetzten fünf Sportclub Mannschaften aus der DDR-Oberliga.

## 1. Hauptrunde
| Datum            |                                       | Ergebnis |                                |
| ---------------- | ------------------------------------- | -------- | ------------------------------ |
| Sa 26.09., 14:00 | BSG Lokomotive Aschersleben           | 21:28    | SC Leipzig II                  |
| Sa 26.09., 14:00 | BSG Chemie Plauen                     | 26:21    | HSG DHfK Leipzig               |
| Sa 26.09., 14:00 | BSG Lokomotive Gera                   | 17:35    | BSG Turbine Leipzig            |
| Sa 26.09., 14:00 | BSG Plasta Sonneberg                  | 11:24    | BSG Halloren Halle II          |
| Sa 26.09., 14:00 | BSG Chemie Weißwasser                 | [ H1 1 ] | HSG TU Dresden                 |
| Sa 26.09., 14:00 | BSG Chemie PCK Schwedt                | 13:17    | BSG Berliner Verkehrsbetriebe  |
| Sa 26.09., 14:00 | BSG Traktor Lommatzsch                | 15:13    | BSG Motor Leipzig West         |
| Sa 26.09., 14:00 | TuS Fortschritt Magdeburg Neustadt    | 16:36    | BSG EAW Treptow                |
| Sa 26.09., 14:00 | BSG Einheit Pädagogik Rostock         | 16:26    | TSC Berlin II                  |
| Sa 26.09., 14:00 | BSG Lokomotive Neustrelitz            | 07:40    | SC Empor Rostock II            |
| Sa 26.09., 14:00 | BSG Lokomotive Rangsdorf II           | 15:31    | SC Magdeburg II                |
| Sa 26.09., 14:00 | BSG Empor Brandenburger Tor           | 24:22    | BSG WGK Frankfurt/O.           |
| Sa 26.09., 14:00 | BSG Post Halberstadt                  | [ H1 2 ] | BSG Umformtechnik Erfurt       |
| Sa 26.09., 14:00 | BSG Fortschritt Cottbus               | 13:27    | BSG Stahl Eisenhüttenstadt     |
| Sa 26.09., 14:00 | BSG Lokomotive Dresden                | 16:20    | BSG Chemie “W.-P.-St.” Guben   |
| Sa 26.09., 14:00 | HSG PH Magdeburg                      | 14:18    | TSG Calbe                      |
| Sa 26.09., 14:00 | BSG Aufbau Boizenburg                 | 13:34    | BSG Motor Mitte Magdeburg      |
| Sa 26.09., 14:00 | BSG Motor Stralsund                   | 13:25    | BSG Aufbau/Chemie Schwerin     |
| Sa 26.09., 14:00 | BSG Einheit/Sirokko Neubrandenburg II | 11:16    | ASK Vorwärts Frankfurt/O. II   |
| Sa 26.09., 14:00 | BSG Motor Hennigsdorf                 | 23:20    | SG Lok/Motor Süd-Ost Magdeburg |
| Sa 26.09., 14:00 | BSG Motor Hermsdorf                   | 08:25    | BSG Wismut Schneeberg          |
| Sa 26.09., 14:00 | BSG Chemie IW Ilmenau                 | 10:21    | BSG Sachsenring Zwickau II     |
| Sa 26.09., 14:00 | BSG Umformtechnik Erfurt II           | [ H1 3 ] | BSG Union Halle-Neustadt       |
| Sa 26.09., 14:00 | BSG Motor Leipzig-Lindenau            | :        | BSG Motor Schönau              |
| Sa 26.09., 14:00 | TSG Wismar                            | :        | BSG Schiffselektronik Rostock  |
| Sa 24.10., 14:00 | ASG Vorwärts Eisenach                 | 21:19    | BSG Fortschritt Weißenfels     |
| Freilos:         | BSG FIKO Rostock                      |          |                                |

1. ↑  Die HSG TU Dresden trat in Weißwasser nicht an.
2. ↑  Die BSG Umformtechnik Erfurt trat in Halberstadt nicht an.
3. ↑  Die BSG Umformtechnik Erfurt II trat gegen Halle-Neustadt nicht an.

## 2. Hauptrunde
| Datum            |                               | Ergebnis |                                    |
| ---------------- | ----------------------------- | -------- | ---------------------------------- |
| Sa 24.10., 12:30 | BSG Berliner Verkehrsbetriebe | 30:24    | BSG Motor Hennigsdorf              |
| Sa 24.10., 12:30 | SC Empor Rostock II           | 26:15    | BSG Chemie “W.-P.-St.” Guben       |
| Sa 24.10., 12:30 | BSG Sachsenring Zwickau II    | 27:24    | BSG Chemie Weißwasser              |
| Sa 24.10., 14:00 | BSG Aufbau/Chemie Schwerin    | 16:22    | BSG Einheit/Sirokko Neubrandenburg |
| Sa 24.10., 14:00 | TSC Berlin II                 | 26:20    | BSG Stahl Eisenhüttenstadt         |
| Sa 24.10., 14:00 | BSG Motor Mitte Magdeburg     | 25:18    | BSG EAW Treptow                    |
| Sa 24.10., 14:00 | ASK Vorwärts Frankfurt/O. II  | 16:15    | BSG Empor Brandenburger Tor        |
| Sa 24.10., 14:00 | BSG FIKO Rostock              | 26:20    | SC Magdeburg II                    |
| Sa 24.10., 14:00 | TSG Wismar                    | 22:21    | BSG Lokomotive Rangsdorf           |
| Sa 24.10., 14:00 | SC Leipzig II                 | 26:12    | BSG Wismut Schneeberg              |
| Sa 24.10., 14:00 | BSG Turbine Leipzig           | 21:26    | BSG Sachsenring Zwickau            |
| Sa 24.10., 14:00 | BSG Halloren Halle II         | [ H2 1 ] | BSG Traktor Lommatzsch             |
| Sa 24.10., 14:00 | BSG Chemie Plauen             | 13:18    | BSG Blaue Schwerter Meißen         |
| Sa 24.10., 14:00 | BSG Post Halberstadt          | 16:27    | BSG Halloren Halle                 |
| Sa 24.10., 14:00 | TSG Calbe                     | 30:17    | BSG Motor Leipzig-Lindenau         |
| 0                | ASG Vorwärts Eisenach         | :        | BSG Union Halle-Neustadt           |

1. ↑  Die BSG Traktor Lommatzsch trat in Halle nicht an.

## 3. Hauptrunde
| Datum            |                                    | Ergebnis |                              |
| ---------------- | ---------------------------------- | -------- | ---------------------------- |
| Sa 21.11., 13:00 | BSG Berliner Verkehrsbetriebe      | 12:19    | BSG Motor Mitte Magdeburg    |
| Sa 21.11., 14:00 | BSG Sachsenring Zwickau            | [ H3 1 ] | BSG Halloren Halle II        |
| Sa 21.11., 14:00 | BSG Einheit/Sirokko Neubrandenburg | 14:20    | ASK Vorwärts Frankfurt/O. II |
| Sa 21.11., 14:00 | ASG Vorwärts Eisenach              | 22:28    | SC Leipzig II                |
| Sa 21.11., 14:00 | BSG Halloren Halle                 | 21:12    | BSG Sachsenring Zwickau II   |
| Sa 21.11., 14:30 | BSG FIKO Rostock                   | 27:18    | TSG Wismar                   |
| Sa 21.11., 15:30 | BSG Blaue Schwerter Meißen         | 21:25    | TSC Berlin II                |
| Mi 02.12., 17:00 | TSG Calbe                          | 18:17    | SC Empor Rostock II          |

1. ↑  Die BSG Halloren Halle II trat in Zwickau nicht an.

## 4. Hauptrunde
| Datum            |                           | Ergebnis |                              |
| ---------------- | ------------------------- | -------- | ---------------------------- |
| So 17.01., 13:00 | TSC Berlin II             | 18:16    | ASK Vorwärts Frankfurt/O. II |
| Sa 06.02., 12:00 | SC Leipzig II             | [ H4 1 ] | TSG Calbe                    |
| Sa 06.02., 14:00 | BSG Motor Mitte Magdeburg | 17:21    | BSG Sachsenring Zwickau      |
| Sa 06.02., 14:00 | BSG Halloren Halle        | 15:21    | BSG FIKO Rostock             |

1. ↑  Die TSG Calbe trat in Leipzig nicht an.

## 5. Hauptrunde
| Datum            |                         | Ergebnis |                  |
| ---------------- | ----------------------- | -------- | ---------------- |
| Do 25.02., __:__ | TSC Berlin II           | 22:25    | SC Leipzig II    |
| Sa 05.03., __:__ | BSG Sachsenring Zwickau | 24:18    | BSG FIKO Rostock |

## 6. Hauptrunde
|               | Gesamt |                         | Hinspiel | Rückspiel |
| ------------- | ------ | ----------------------- | -------- | --------- |
| SC Leipzig II | 36:42  | BSG Sachsenring Zwickau | 19:19    | 17:23     |

 Qualifikant für das Endrunden-Turnier

## Endrunde
Hauptspielort der Endrunde, die vom 7. bis 11. Juni 1988 ausgetragen wurde, war die Sporthalle im Zwickauer Stadtteil Neuplanitz. Jeweils zwei Spiele wurden in Plauen und in Karl-Marx-Stadt ausgetragen.

### Spiele
1. Spieltag:
| Datum            |                           | Ergebnis |                         | Spielort |
| ---------------- | ------------------------- | -------- | ----------------------- | -------- |
| Di 07.06., 17:00 | SC Leipzig                | 23:11    | BSG Sachsenring Zwickau | Zwickau  |
| Di 07.06., 18:30 | SC Empor Rostock          | 28:22    | TSC Berlin              | Zwickau  |
| Di 07.06., 18:30 | ASK Vorwärts Frankfurt/O. | 20:20    | SC Magdeburg            | Plauen   |

2. Spieltag:
| Datum            |                         | Ergebnis |                           | Spielort |
| ---------------- | ----------------------- | -------- | ------------------------- | -------- |
| Mi 08.06., 17:00 | BSG Sachsenring Zwickau | 14:22    | SC Magdeburg              | Zwickau  |
| Mi 08.06., 17:00 | SC Leipzig              | 15:16    | TSC Berlin                | Plauen   |
| Mi 08.06., 18:30 | SC Empor Rostock        | 18:18    | ASK Vorwärts Frankfurt/O. | Zwickau  |

3. Spieltag:
| Datum            |                         | Ergebnis |                           | Spielort        |
| ---------------- | ----------------------- | -------- | ------------------------- | --------------- |
| Do 09.06., 17:00 | TSC Berlin              | 16:18    | ASK Vorwärts Frankfurt/O. | Zwickau         |
| Do 09.06., 17:00 | BSG Sachsenring Zwickau | 18:24    | SC Empor Rostock          | Karl-Marx-Stadt |
| Do 09.06., 18:30 | SC Magdeburg            | 18:18    | SC Leipzig                | Zwickau         |

4. Spieltag:
| Datum            |                           | Ergebnis |                         | Spielort        |
| ---------------- | ------------------------- | -------- | ----------------------- | --------------- |
| Fr 10.06., 17:00 | ASK Vorwärts Frankfurt/O. | 22:16    | BSG Sachsenring Zwickau | Zwickau         |
| Fr 10.06., 17:00 | SC Magdeburg              | 14:20    | TSC Berlin              | Karl-Marx-Stadt |
| Fr 10.06., 18:30 | SC Empor Rostock          | 21:21    | SC Leipzig              | Zwickau         |

5. Spieltag:
| Datum            |              | Ergebnis |                           | Spielort |
| ---------------- | ------------ | -------- | ------------------------- | -------- |
| Sa 11.06., 09:30 | TSC Berlin   | 22:19    | BSG Sachsenring Zwickau   | Zwickau  |
| Sa 11.06., 11:00 | SC Magdeburg | 20:28    | SC Empor Rostock          | Zwickau  |
| Sa 11.06., 12:30 | SC Leipzig   | 24:23    | ASK Vorwärts Frankfurt/O. | Zwickau  |

### Abschlusstabelle
| Pl. | Mannschaft                | Sp. | S | U | N | Tore    | Diff. | Punkte |
| --- | ------------------------- | --- | - | - | - | ------- | ----- | ------ |
| 1.  | SC Empor Rostock          | 5   | 3 | 2 | 0 | 119:990 | +20   | 08:20  |
| 2.  | ASK Vorwärts Frankfurt/O. | 5   | 2 | 2 | 1 | 101:940 | +7    | 06:40  |
| 3.  | SC Leipzig                | 5   | 2 | 2 | 1 | 101:890 | +12   | 06:40  |
| 4.  | TSC Berlin                | 5   | 3 | 0 | 2 | 096:940 | +2    | 06:40  |
| 5.  | SC Magdeburg              | 5   | 1 | 2 | 2 | 094:100 | −6    | 04:60  |
| 6.  | BSG Sachsenring Zwickau   | 5   | 0 | 0 | 5 | 078:113 | −35   | 0:10   |

Platzierungskriterien: 1. Punkte – 2. Direkter Vergleich (Punkte, Tordifferenz, geschossene Tore) – 3. Tordifferenz – 4. geschossene Tore

### FDGB-Pokalsieger
| 1.                        | SC Empor Rostock |
| ------------------------- | --- |
| Logo vom SC Empor Rostock | - Tor: Christina Günther, Sandra Abert - Feldspieler: Andrea Stein (22/2), Cerstin Colberg (13/–), Katja Kittler (25/7), Birgit Westphal (5/–), Kathrin Kohlhagen (10/9), Kerstin Wolff (19/–), Heike Dombrowski (17/–), Birgit Wagner (8/–), Ines Buchwald, Beate Stoldt – (Tore/7 m) - Trainer: Udo Höller und Bodo Wieland |

### Torschützenliste
Torschützenköniginnen des Endturniers wurde Carola Ciszewski vom SC Leipzig und Kornelia Kunisch vom SC Magdeburg mit jeweils 37 Toren.
|     | Spieler          | Verein                    | Tore / 7m |
| --- | ---------------- | ------------------------- | --------- |
| 01. | Carola Ciszewski | SC Leipzig                | 37 / 16   |
| 01. | Kornelia Kunisch | SC Magdeburg              | 37 / 18   |
| 03. | Cordula David    | TSC Berlin                | 28 / 15   |
| 04. | Katja Kittler    | SC Empor Rostock          | 25 / 07   |
| 05. | Bianca Urbanke   | ASK Vorwärts Frankfurt/O. | 24 / 06   |
| 06. | Andrea Stein     | SC Empor Rostock          | 22 / 02   |
| 07. | Sybille Wagner   | ASK Vorwärts Frankfurt/O. | 21 / 04   |